# Kántás Károly
Kántás Károly (Sóly, 1912. december 2. – Bécs, Ausztria, 1991. március 13.) Kossuth-díjas geofizikus, geofizikus-mérnök, a műszaki tudományok doktora (1952), a Magyar Tudományos Akadémia levelező (1954) tagja. A 20. századi magyarországi szénhidrogén-kutatásokat előmozdító geofizikai kutatási módszerek kiváló tudósa és továbbfejlesztője volt, ő vezette be a hazai nyersanyagkutatásba a tellurikus módszert. 1956 után ausztriai emigrációban élt, azt megelőzően jelentősen hozzájárult a hazai geofizika szervezeti kereteinek megteremtéséhez (egyetemi tanszékek, MTA Geofizikai Kutatólaboratórium).

## Életútja
A budapesti Pázmány Péter Tudományegyetemen szerzett matematika–fizika szakos tanári és bölcsészdoktori oklevelet 1936-ban. Előbb a kőolajkutatásokkal foglalkozó amerikai Eurogasco (European Gas Co.), majd 1937-től a Magyar–Amerikai Olajipari Rt. (MAORT) alkalmazásában állt mint vezető geofizikus. Az 1944. októberi nyilas hatalomátvételt követően elbocsátották állásából, s 1945-ig a lovászi kőolajmezőn, majd 1945-től 1947-ig ismét a MAORT-nál dolgozott. 1947-ben alkalmazott geofizikából magántanári képesítést szerzett a Budapesti Műszaki Egyetem soproni bánya-, kohó- és erdőmérnöki karán. 1951-ben a miskolci Nehézipari Műszaki Egyetemre nevezték ki az általa felállított geofizikai tanszék első tanszékvezető egyetemi tanáráva, ahol geofizikus-mérnökök képzése folyt. Ezzel párhuzamosan 1955-től a Magyar Tudományos Akadémia szervezeti keretén belül működő, általa szervezett soproni Geofizikai Kutatólaboratórium igazgatói tisztét is betöltötte. Az 1956-os forradalom leverését követően, még 1956 novemberében családjával együtt elhagyta az országot. Élete végéig Bécsben élt[forrás?], Ausztriában az Österreichischen Mineralölverwaltung Aktiengesellschaft (ÖMV) geofizikai tanácsadója lett, egyúttal a Leobeni Ércbányászati Egyetem geofizika-professzoraként oktatott.

## Munkássága
Pályafutása első szakaszában a Dunántúlon, főként Somogy és Zala vármegyékben geomágneses terepi mérésekkel foglalkozott, majd bekapcsolódott az 1930-as évek közepén fellendült magyarországi szénhidrogén-kutatásokba. Közreműködött a francia Schlumberger cég Magyarországon végzett geofizikai mélyfúrási méréseiben, s az 1940-es évek második feléig irányította a geofizikai fúrólyuk-szelvényezési munkálatokat. Terepi munkássága kapcsán számos módszer kidolgozásával fejlesztette a fúrásos nyersanyag-kutatás, az ún. karotázs-geofizika technológiáját. Egyebek mellett a gázszelvényezésnél alkalmazható gázdetektorok, a rétegmegnyitásra használt szúróláng-perforátor, hő- és nyomásálló perforátorok kifejlesztése fűződik a nevéhez.
Az 1950-es években érdeklődése a – kőzetek, ásványok és egyéb földtani közegek elektromos tulajdonságainak mérésén alapuló – geoelektromos kutatási módszerekre, azok alkalmazási lehetőségeinek bővítésére irányult. Vizsgálatai során ismerte fel jelentőségét és vezette be a magyarországi geofizikai vizsgálatokba a tellurikus módszert, amely hatékonyabbá teszi a nyersanyagkutatást nagy mélységű üledékes medencék esetén is. Ennek lényege, hogy az egyes geológiai képződmények (kőzetek stb.) fajlagos elektromos vezetőképessége és nagysága meghatározza a bennük folyó földi áram áramsűrűségét, így kiszámítható a feltételezett nyersanyaglelőhely fölött húzódó üledékek vastagsága is. Akadémiai székfoglalóját is e témakörben tartotta 1956-ban.
1955-ben az ő kezdeményezésére jött létre a kínai–magyar geofizikusokból álló munkaközösség, s 1955–1956-ban maga vezetett egy expedíciót Kínába. Ausztriai emigrációjában jelentősen hozzájárult az országban folyó folyó szénhidrogén-kutatásokhoz.

## Társasági tagságai és elismerései
Tudományos eredményei elismeréseként 1952-ben Kossuth-díjat kapott, 1954-től pedig a Magyar Tudományos Akadémia levelező tagja volt. Miután 1956-ban elhagyta az országot, 1958-ban kizárták a tagok sorából, s levelező tagságát csak posztumusz, 2000-ben állították vissza. 1968 és 1978 között az ausztriai magyarok kulturális egyesülete, a Bornemisza Péter Társaság elnöke volt.

## Főbb művei
- Mágneses anomáliák értelmezése a vertikális-intenzitás görbéje alapján. Budapest, Sárkány ny., 1942, 16 p.
- A Dunántúl regionális geofizikája. in: Földtani Közlöny 1950 (Scheffer Viktorral)
- Korszerű elektromos mérések az olajfeltárások szolgálatában. in: Bányászati és Kohászati Lapok 1950
- A tellurikus módszer jelentősége a földtani anyagkutatásban. in: MTA Műszaki Tudományok Osztályának Közleményei 1957. 295–312.

## További irodalom
- Ádám Antal & Takács Ernő: Kántás Károly (1912–1991). in: Magyar Geofizika XXXIII. 1992. 55–56.